# Quixito (Brazilië)
De Quixito is een rivier in de staat Amazonas in het noordwesten van Brazilië. De rivier stroomt doorheen de Vale do Javari, een van de grootste inheemse gebieden in Brazilië. Het is een zijrivier van de Solimões nabij de gemeente Atalaia do Norte.